# Wallace (Carolina del Sur)
Wallace es un lugar designado por el censo del condado de Marlboro en el estado estadounidense de Carolina del Sur. La comunidad se encuentra en la intersección de U.S. Route con Carretera de Carolina del Sur 9 y Carretera de Carolina del Sur 177, al noroeste de la ciudad de Bennettsville, sede de condado de Marlboro.  Aunque Wallace no constituidas en sociedad, tiene una oficina de correos, con el código postal de 29.596.